# ألفرد كرون
ألفرد كرون (بالألمانية: Alfred Krohn) هو مجدف ألماني، (ولد في شتشين في بولندا 1903  م).

## وصلات خارجية
- ألفرد كرون على موقع الاتحاد الدولي للتجديف (الإنجليزية)
- ألفرد كرون على موقع أوليمبيديا (الإنجليزية)